# Gerry Bamman
Gerald Bamman (Independence, 18 settembre 1941) è un attore statunitense.

## Biografia
Nato ad Independence (Kansas), da Mary M. Farrell ed Harry W. Bamman, che lavorava nel commercio. Diplomatosi al St. Francis de Sales High School di Toledo, Ohio Bamman debutta come attore nel 1984 nella produzione televisiva Concealed Enemies.
Tra i suoi ruoli più rilevanti, quello dello zio Frank nel film Mamma, ho perso l'aereo e nel suo seguito Mamma, ho riperso l'aereo: mi sono smarrito a New York e quello dell'avvocato Stan Gillum in quattro episodi di Law & Order.

## Filmografia

### Cinema
- Old Enough, regia di Marisa Silver (1984)
- Il segreto del mio successo (The Secret of My Success), regia di Herbert Ross (1987)
- Hiding Out, regia di Bob Giraldi (1987)
- Cocktail, regia di Roger Donaldson (1988)
- Verdetto finale (True Believer), regia di Joseph Ruben (1989)
- I maledetti di Broadway (Bloodhounds of Broadway), regia di Howard Brookner (1989)
- Pink Cadillac, regia di Buddy Van Horn (1989)
- Ore disperate (Desperate Hours), regia di Michael Cimino (1990)
- Mamma, ho perso l'aereo (Home Alone), regia di Chris Columbus (1990)
- Di coppia in coppia (Married to It), regia di Arthur Hiller (1991)
- Mamma, ho riperso l'aereo: mi sono smarrito a New York (Home Alone 2: Lost in New York), regia di Chris Columbus (1992)
- Guardia del corpo (The Bodyguard), regia di Mick Jackson (1992)
- L'olio di Lorenzo (Lorenzo's Oil), regia di George Miller (1992)
- Il terrore dalla sesta luna (The Puppet Masters), regia di Stuart Orme (1994)
- Paradiso perduto (Great Expectations), regia di Alfonso Cuarón (1998)
- Of Love & Fantasy, regia di Kenneth M. Waddell (1998)
- The Confession, regia di David Hugh Jones (1998)
- Superstar, regia di Bruce McCulloch (1999)
- Cross-Eyed, regia di Rudolf Steiner (1999)
- Passion of Mind, regia di Alain Berliner (2000)
- Two Family House, regia di Raymond De Felitta (2000)
- Urbania, regia di Jon Shear (2000)
- Double Whammy, regia di Tom DiCillo (2001)
- La giuria (Runaway Jury), regia di Gary Fleder (2003)
- The Cookout, regia di Lance Rivera (2004)
- Dietro l'angolo (Around the Bend), regia di Jordan Roberts (2004)
- My Father's Will, regia di Fraydun Manocherian e Fred Manocherian (2009)

### Televisione
- Sentimental Journey, regia di William Cosel e James Goldstone – film TV (1984)
- American Playhouse – serie TV, episodio 3x14 (1984)
- Brass, regia di Corey Allen – film TV (1985)
- Madre coraggio (Courage), regia di Jeremy Kagan – film TV (1986)
- Crime Story – serie TV, episodio 1x21 (1987)
- Un giustiziere a New York (The Equalizer) – serie TV, episodio 3x08 (1987)
- Spenser – serie TV, episodi 2x05-3x09 (1986-1987)
- Un uomo chiamato Falco (A Man Called Hawk) – serie TV, episodio 1x04 (1989)
- Il mostro di Los Angeles (Manhunt: Search for the Night Stalker), regia di Bruce Seth Green – film TV (1989)
- E giustizia per tutti (Equal Justice) – serie TV, episodio 1x01 (1990)
- Kojak: None So Blind, regia di Alan Metzger – film TV (1990)
- The Chase, regia di Paul Wendkos – film TV (1991)
- Love, Lies and Murder, regia di Robert Markowitz – miniserie TV, 2 puntate (1991)
- Il furto del secolo (The 10 Million Dollar Getaway), regia di James A. Contner – film TV (1991)
- L.A. Law - Avvocati a Los Angeles (L.A. Law) – serie TV, episodio 5x15 (1991)
- Quando si ama (Loving) – serial TV, 2 episodi (1991)
- Swans Crossing – serie TV, episodio 1x04 (1992)
- Murder in the Heartland, regia di Robert Markowitz – miniserie TV, 2 puntate (1993)
- The Monroes – serie TV, episodio 1x01 (1995)
- New York News – serie TV, episodio 1x11 (1995)
- The Single Guy – serie TV, episodio 2x09 (1996)
- New York Undercover – serie TV, episodio 4x03 (1998)
- Sex and the City – serie TV, episodio 1x08 (1998)
- Second Honeymoon, regia di Larry Peerce – film TV (2001)
- Law & Order - Unità vittime speciali (Law & Order: Special Victims Unit) – serie TV, episodi 2x01-4x02 (2000-2002)
- Benjamin Franklin, regia di Ellen Hovde e Muffie Meyer – miniserie TV, 3 puntate (2002)
- Rescue Me – serie TV, episodio 1x07 (2004)
- Law & Order - I due volti della giustizia (Law & Order) – serie TV, 8 episodi (1991-2005)
- American Experience – serie TV, episodio 19x15 (2007)
- Canterbury's Law – serie TV, episodi 1x02-1x06 (2008)
- Damages – serie TV, episodio 3x13 (2010)
- Made in Jersey – serie TV, episodio 1x03 (2012)
- The Good Wife – serie TV, episodio 6x01 (2014)
- The Following – serie TV, episodi 3x02-3x03 (2015)

## Doppiatori italiani
Nelle versioni in italiano delle opere in cui ha recitato, Gerry Bamman è stato doppiato da:
- Armando Bandini in Mamma, ho perso l'aereo, Mamma, ho riperso l'aereo: mi sono smarrito a New York
- Gianni Marzocchi ne Il segreto del mio successo
- Claudio Fattoretto in Verdetto finale
- Luciano De Ambrosis ne I maledetti di Broadway
- Giorgio Lopez in Pink Cadillac
- Giulio Platone in Quando si ama
- Stefano Mondini in Guardia del corpo
- Dario Penne in L'olio di Lorenzo
- Mauro Bosco in Sex and the City
- Vittorio Congia in Superstar
- Oliviero Dinelli in Law & Order - Unità vittime speciali
- Michele Kalamera in Law & Order - I due volti della giustizia (ep. 7x02)
- Dante Biagioni in Law & Order - I due volti della giustizia (ep. 8x20)
- Pietro Biondi in Rescue Me
- Sergio Di Giulio in La giuria
- Ennio Coltorti in The Waterfront